# Narcissus (Freigelassener)
Narcissus († Oktober 54) war ein Freigelassener am Hof des römischen Kaisers Claudius. Als Leiter der Kanzlei (ab epistulis) besaß er großen politischen Einfluss.
Narcissus genoss zunächst das Vertrauen von Claudius’ Frau Messalina, mit der zusammen er im Jahr 42 n. Chr. Claudius dazu brachte, Gaius Appius Iunius Silanus hinrichten zu lassen. Im selben Jahr war er auch an der Niederschlagung des Aufstands beteiligt, den Lucius Arruntius Camillus Scribonianus gegen Claudius versuchte. Entgegen der für Freigelassene geltenden Tradition betätigte Narcissus sich auch in militärischen Angelegenheiten: Er soll dem späteren Kaiser Vespasian das Kommando über eine Legion verschafft haben und versuchte vor der Eroberung Britanniens im Jahr 43, die meuternden Legionen des Invasionsheeres umzustimmen.
Im Jahr 48 sorgte Narcissus dafür, dass Claudius gegen Messalina und ihren Geliebten Gaius Silius vorging, und erhielt dafür die Auszeichnungen eines Quästors. Sein Verhältnis zu Agrippina, der neuen Frau des Claudius, war aber getrübt, weil er dem Kaiser zu einer anderen Ehefrau geraten hatte. Sie ließ den schwerreichen Freigelassenen unmittelbar nach dem Tod des Claudius und der Thronbesteigung ihres Sohnes Nero festnehmen und hinrichten.